# Критюк Роман Кузьмович
Роман Кузьмович Критюк (нар. 14 жовтня 1928, с. Печірна, Україна) — український педагог, публіцист, краєзнавець, громадський діяч.

## Життєпис
Роман Критюк народився 14 жовтня 1928 року в селі Печірна Лановецького району Тернопільської області України.
Закінчив Кременецьке педагогічне училище (1951, нині обласний гуманітарно-педагогічний інститут), Чернівецький університет (1961, нині національний).
Працював учителем української мови і літератури у ЗОШ с. Рожиськ Підволочиського району (1951—1952); у Чортківському районі — учитель ЗОШ в с. Базар, директор (1953—1959), заступник директора (1964—1967), вчитель української мови і літерари (1967—1994) ЗОШ у с. Стара Ягільниця.

### Громадська діяльність
Від 1992 — позаштатний кореспондент газети «Голос народу».
Ініціатор відзначення дня народження активного громадського діяча, хорового диригента, композитора, фольклориста, педагога, професора Степана Стельмащука.

## Доробок
Автор книг «Любов сильніша смерті» (2008), «Стара Ягільниця від давнини до сучасності» (2018); художніх творів; літературознавчих, краєзнавчих, суспільно-політичних публікацій, повістей, надрукованих у літературному альманасі Чортківщини «Сонячне гроно».

## Відзнаки
- Грамота Верховної Ради України (2019)[3],
- галузеві нагороди.